# Анизи ле Шато
Анизи ле Шато (фр. Anizy-le-Château) насеље је и општина у североисточној Француској у региону Пикардија, у департману Ен (Пикардија) која припада префектури Лаон.
По подацима из 2011. године у општини је живело 1.912 становника, а густина насељености је износила 201,48 становника/km². Општина се простире на површини од 9,49 km². Налази се на средњој надморској висини од 70 метара (максималној 166 m, а минималној 52 m).

## Демографија
| 1962. | 1968. | 1975. | 1982. | 1990. | 1999. | 2011. |
| ----- | ----- | ----- | ----- | ----- | ----- | ----- |
| 1.526 | 1.713 | 1.788 | 1.926 | 1.896 | 1.903 | 1.912 |

График промене броја становника у току последњих година